# Fissidens integrifolius
Fissidens integrifolius là một loài Rêu trong họ Fissidentaceae. Loài này được Schimp. ex Müll. Hal. mô tả khoa học đầu tiên năm 1897.